# RISK (SIAM SHADEの曲)
「RISK」（リスク）は、SIAM SHADEの4枚目のシングル。1997年5月21日にリリース。

## 解説
前作「Why not?」よりちょうど3ヶ月ぶりのリリース。テレビ東京系ドラマ『恋、した。』テーマソング。
カップリング曲は無く、表題曲とインストゥルメンタルのみである。
作詞は、松井五郎との共作である。記載されていない冒頭などの部分の英語詞は、歌詞サイトなどで公開されている。
後に発売された3rdアルバム『SIAM SHADE IV・Zero』には収録されず、カップリング曲を中心に収録された『SIAM SHADE VIII B-side Collection』がアルバムへの初収録となったが、4thシングルでもあるため、シングルのA面曲を集めた『SIAM SHADE IX A-side Collection』にも収録された。
また、ベストアルバム『SIAM SHADE XI COMPLETE BEST 〜HEART OF ROCK〜』の収録曲を決めるファン投票でも13位を記録したため、収録された。
2007年11月14日に、12cmCDとして再発された。
累計売上枚数は、約1.2万枚。

## 収録曲
全作詞・作曲・編曲：SIAM SHADE名義。
1. RISK [4:47]
2. RISK (original karaoke) [4:47]

## 収録アルバム
| 曲名 | アルバム                                          | 発売日         | 備考                           |
| ---- | ------------------------------------------------- | -------------- | ------------------------------ |
| RISK | 『SIAM SHADE VIII B-side Collection』             | 2002年1月30日  | ベストアルバム                 |
| RISK | 『SIAM SHADE IX A-side Collection』               | 2002年3月6日   | ベストアルバム                 |
| RISK | 『SIAM SHADE X 〜THE PERFECT COLLECTION〜』       | 2002年11月27日 | ボックス・セット               |
| RISK | 『SIAM SHADE XI COMPLETE BEST 〜HEART OF ROCK〜』 | 2007年9月26日  | ファン投票によるベストアルバム |